# Heinrich XXVIII. Reuß zu Ebersdorf
Heinrich XXVIII. Reuß zu Ebersdorf (auch Heinrich XXVIII. Graf Reuß von Plauen; * 30. August 1726 in Ebersdorf, Vogtland; † 10. Mai 1797 in Herrnhut, Oberlausitz, Kurfürstentum Sachsen) war ein wichtiges Mitglied der Herrnhuter Brüdergemeine.

## Leben
Er war der dritte Sohn von Graf Heinrich XXIX. Reuß zu Ebersdorf und Gräfin Sophie Theodora zu Castell-Remlingen. Der Vater war ein enger Vertrauter und Schwager von Nikolaus Ludwig Graf von Zinzendorf, dem Begründer der Herrnhuter Gemeine. 1747 zog Heinrich XXVIII. nach dem Tod des Vaters mit der Mutter nach Herrnhut. Er heiratete Gräfin Agnes Sophie von Promnitz in diesem Jahr im benachbarten Berthelsdorf. 
Heinrich kam auf Grund seines herausgehobenen Standes eine besondere Bedeutung für die Gemeine zu. 1748 erwarb er Amt und Schloss Barby als Erbpacht für diese. Bereits im folgenden Jahr wurde dort ein Theologisches Seminar eingerichtet, einige Jahre später entstand die Siedlung Gnadau. Heinrich war als Vertreter der Gemeine viel in Deutschland unterwegs, er reiste in die Schweiz, nach Frankreich, in die Niederlande, nach England, Schottland und Irland. 1766 trat er als erster Vertreter der Gemeine dem österreichischen Kaiser Joseph II. entgegen, als dieser Herrnhut besuchte, 1772 wurde er vom britischen König Georg III. bei einer Reise mehrmals empfangen.
1791 erbte Heinrich nach dem Tod seiner Ehefrau Agnes Sophie deren umfangreiche Güter und verkaufte 1793 die Herrschaft Drehna sowie Vetschau. 1797 starb er ohne Nachkommen.